# Berazategui
Berazategui é uma cidade da Argentina, na província de Buenos Aires, localizada na área metropolitana da Grande Buenos Aires. A cidade, sede da Prefeitura de Berazategui (partido), fica a 26 quilômetros ao sudeste de Buenos Aires, capital da Argentina e a 31 quilômetros ao noroeste de La Plata, capital da província. 

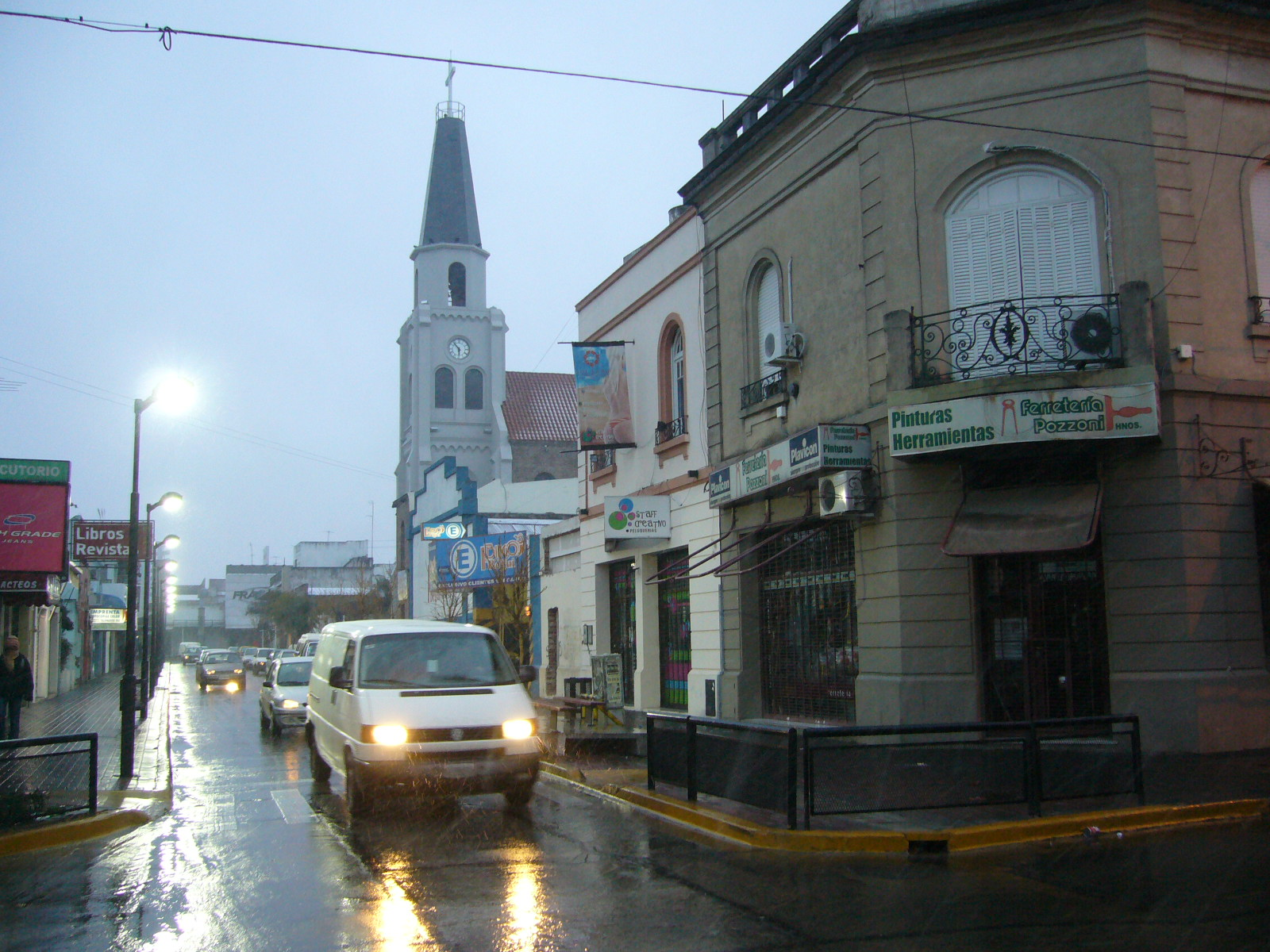
Centro da cidade no inverno

Berazategui nasceu nos primeiros anos do século XX como uma vila de operários ao redor de uma grande fábrica de cristais, chamada Rigolleau. Eis aí o apelido de "capital nacional do cristal" (ou do vidro). Povoada por imigrantes europeus e de países limítrofes, hoje em dia é uma ativa cidade industrial e comercial de quase 170.000 habitantes.

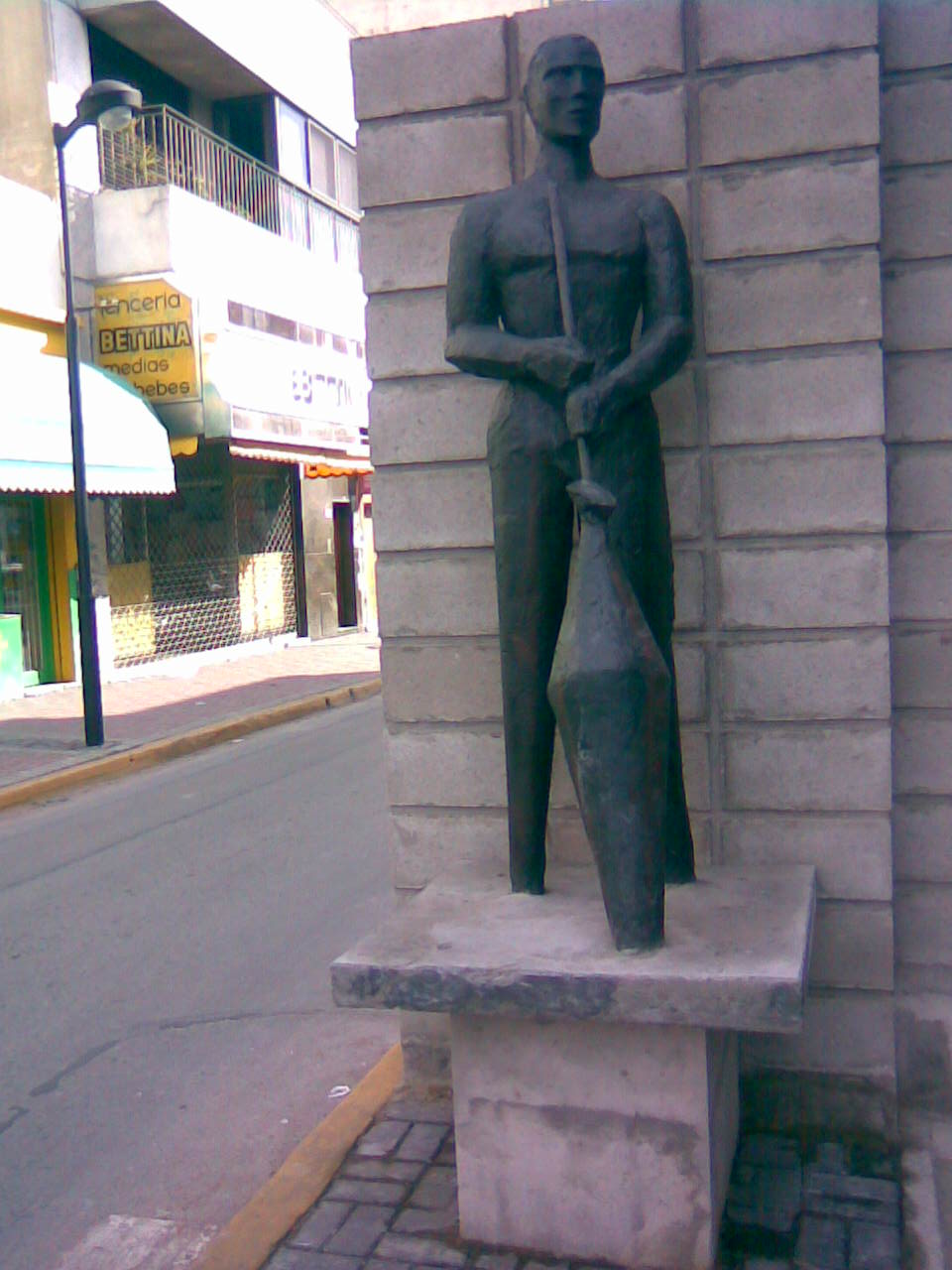
Monumento ao trabalhador do vidro

## Ligação externa
- Site web oficial da Prefeitura do Município de Berazategui